# Hematofàgia

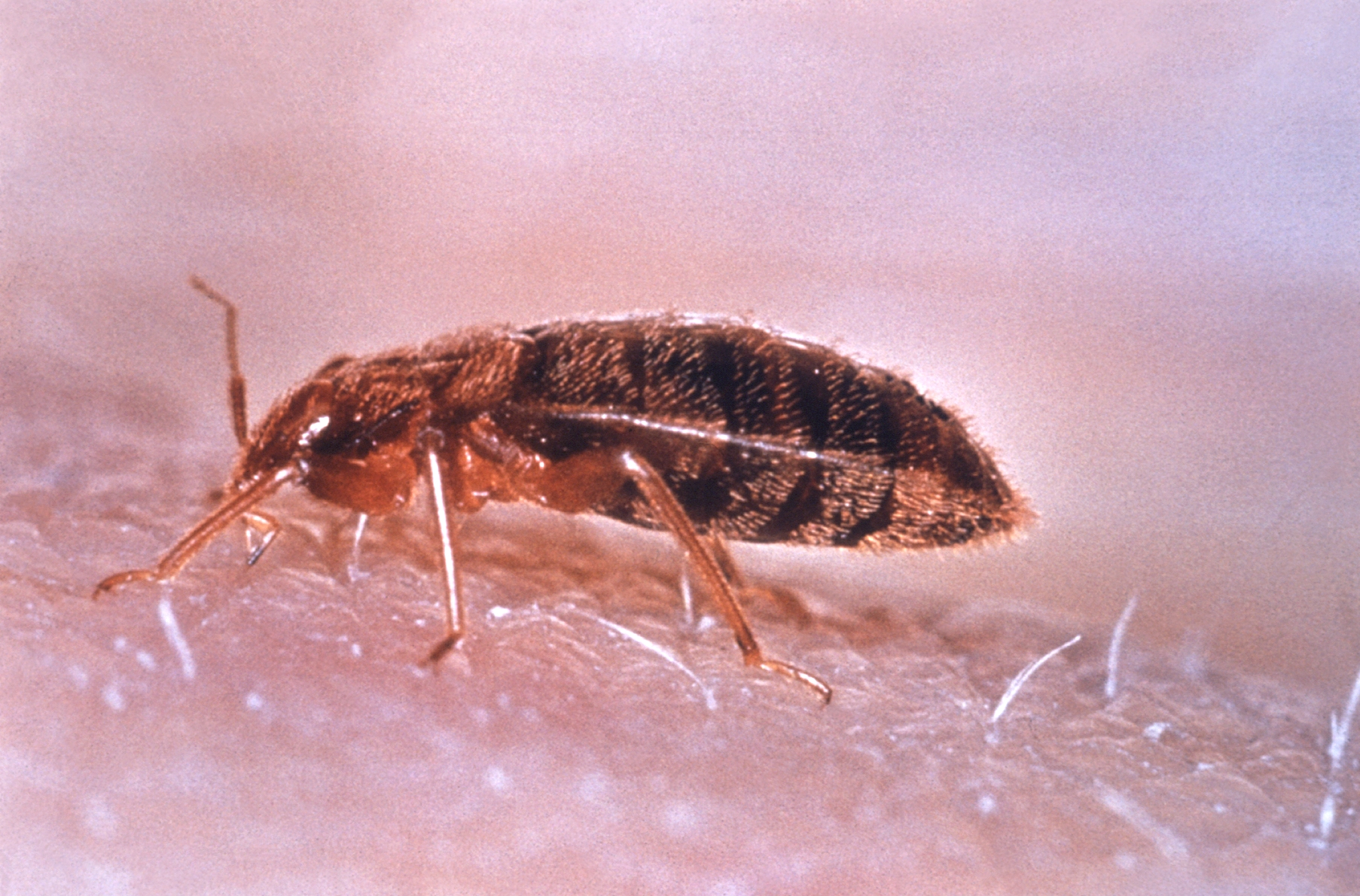
Un exemple d'hematòfag paràsit, la xinxa domèstica xuclant sang

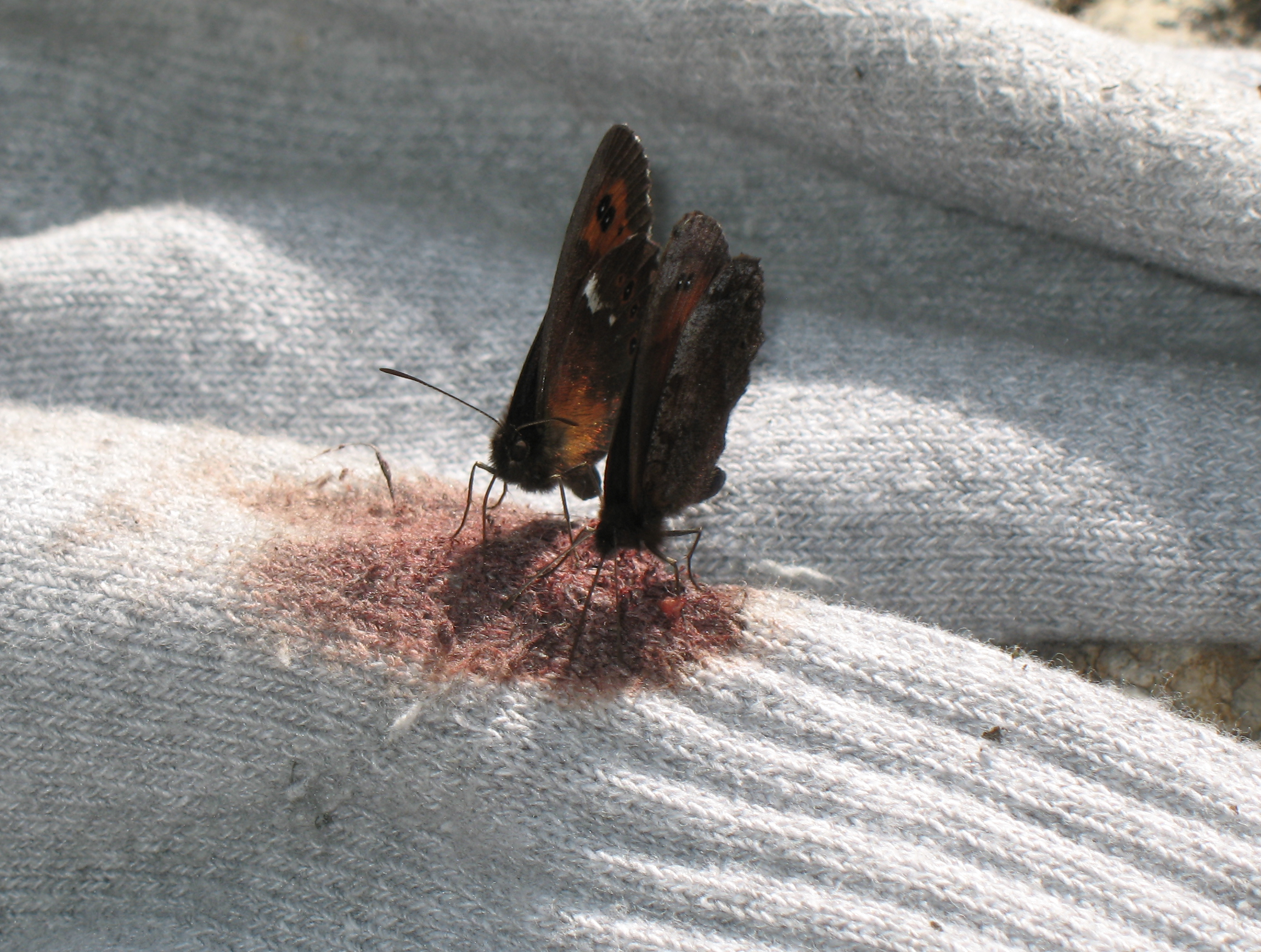
Hematòfags ocasionals: Papallones xuclant sang d'un mitjó

Hematofagia és el terme que s'utilitza en referència a un animal que s'alimenta de sang, del grec antic hemato = sang, phagia = menjar.

## Característiques
Sovint, però no sempre, l'animal hematòfag és alhora un paràsit. Entre aquests el cas més típic són els ectoparàsits, que no entren pas à l'interior de l'hoste, però que es fixen a la pell o cabells.
Aquest tipus d'animal té uns òrgans desenvolupats per a xuclar la sang i evitar els efectes coagulants d'aquesta.
Nombrosos insectes hematòfags són vector de malalties. En molts casos sols la femella presenta característiques hematòfagues, car ha de mester proteïnes amb la fi de desenvolupar els ous.

## Exemples
- Mamífers: El ratpenat Desmodus rotundus. Sovint entre els mamífers l'hematofàgia es coneix amb el nom de vampirisme.
- Ocells: Una de les espècies de pinsà de Darwin de les Illes Galàpagos, el Geospiza difficilis que s'alimenta de la sang dels mascarells.
- Peixos: Les llampreses (Petromyzontidae) o el candirú
- Cucs: Les més conegudes són les sangoneres (Hirudinea)
- Artròpodes: N'hi ha molta varietat entre els insectes, com els tàvecs, cabres, puces, flebòtoms i mosquits. Entre els àcars cal esmentar la paparra.